# Literární interpretace
Literární interpretace je obor literární vědy, který se začal rodit během 20. století. Zabývá se různými možnostmi výkladu a chápání literárních (zpočátku náboženských) textů.

## Směry literární interpretace
1. Počátky literární interpretace
2. Nová kritika
3. Hermeneutika
4. Poststrukturalismus
5. Marxismus, kulturní materialismus, nový historismus
6. Recepční estetika a čtenářsky orientovaná teorie
7. Feministická interpretace
8. Antiinterpretační postoj

### 1. Počátky literární interpretace
V 18. a 19. století se největší literární kritikové (Samuel Johnson, Matthew Arnold) zabývali převážně problémem uměleckosti díla. Hledali, kdy má být dílo čteno alegoricky, a kdy nikoliv.
Významní literární kritikové přelomu 19. a 20. století byli Britové George Saintbury a Herbert Grierson.

### 2. Nová kritika
Předchůdce nové kritiky Ivory Armstrong Richards vydal v roce 1929 dílo Praktická literární věda. Vyžadoval, aby se každý formální a významový prvek básně bral při interpretaci jako nutná součást.
Pojem nová kritika poprvé použil v roce 1941 John Crowe Ransom ve své knize The New Criticism.
Noví kritikové zakládali učení na tom, že forma a obsah básně jsou neoddělitelné. Předními představiteli byli Američané Cleanth Brooks, William Kurtz Wimsatt, Monroe Beardsley a Thomas Stearns Eliot.
Raná nová kritika se vyznačuje zejména snahou o smíření zdánlivě nesourodých rysů textu (víceznačnost, paradox), než o samotnou komplexnost díla. Snaha o vědeckou objektivitu.
Pozdější nová kritika odmítala všechny historické a autorské vlivy. Z toho plyne jejich největší problém, totiž, že pokud tyto vlivy ignorujeme, nabízí se nám u všech textů obrovské množství interpretací. V té době se akademikové v USA řídili heslem „Publish or perish“ (publikuj nebo vypadni), což množství interpretací ještě zvýšilo.
Kenneth Burke se oproti novým kritikům neomezoval na samostatný text, ale snaží se rozšířit jeho význam nacházením vazeb s jevy psychologickými, sociologickými a kulturními. Snažil se „použít všechno, co se použít dá,“ to však podle jeho kritiků vede k nekonečné alegorizaci.
V Anglii je za čelného představitele nové kritiky považován Frank Raymond Leavis. Jeho cílem bylo vytvořit co nejobsažnější interpretaci.
Brit William Empson je první literární interpret v moderním slova smyslu. Zkoumá jazyk textu a analyzuje jeho význam. Popírá učení novokritiků.

### 3. Hermeneutika
Pojem hermeneutika zavádí Američan Eric Donald Hirsch v díle Platnost v interpretaci. Hermeneutika je vlastně vědou o interpretaci. Jejím hlavním zájmem je otázka, jak je možné, že stará díla dále existují a jsou čtena, přestože jejich autoři a historický kontext zmizeli.
Hirschovým oponentem byl Němec Hans-Georg Gadamer. Ten zavedl pojem splývání horizontů – jakási identifikace čtenářské perspektivy v současnosti s historickou perspektivou textu.
Friedrich Schleiermacher – zakladatel moderní hermeneutiky – interpretaci dělí na dvě metody: divinatorní a srovnávací. Divinatorní metoda se snaží pochopit autora jako jednotlivce, zatímco srovnávací ho zahrnuje pod obecný typ. Jeho typické rysy se pak snaží najít ve srovnání s jinými téhož typu.
Dalším představitelem byl Wilhelm Dilthey.

### 4. Poststrukturalismus
V USA se do poststrukturalismu řadí zejména derridovská dekonstrukce. Tu uvedl Francouz Jacques Derrida svou přednáškou Struktura, znak a hra v diskurzu věd o člověku (1966).
Dekonstruktivisté popírají, že by měl text jakýkoliv význam, neboť každá interpretace je falešná – jazyk si totiž protiřečí – hledají v textu druhotné významy a dokazují, že protiřečí hlavnímu významu díla.
Významní dekonstruktivisté byli např. Joseph Hillis Miller, Barbara Johnsonová, Shoshana Felmanová, Geoffrey Hartman.

### 5. Marxismus, kulturní materialismus, nový historismus
Původní marxisté zastávali názor, že literatura odráží socioekonomickou situaci – tento přístup se nazývá vulgárním marxismem (Christopher Caudwell, György Lukács – teorie odrazu). Toto však popíral francouzský marxista Louis Althusser, který říkal, že literární díla nejsou determinována socioekonomickým stavem, ale jsou výsledkem komplexní sítě vztahů, které nelze tak snadno interpretovat.
Další představitelé marxistické teorie: Pierre Macherey, Terry Eagleton, Fredric Jameson.
Z marxismu se odvíjí kulturní materialismus (v Británii, čerpá z Althussera) a nový historismus (v USA, čerpá z Foucaulta).
Hlavní postavou kulturního materialismu je Brit Raymond Williams a jeho dílo Klíčová slova. Souhlasí, že literární dílo nemůže přesáhnout svou kulturu, ale na rozdíl od marxistů nevěří, že nejdůležitějším faktorem je ekonomie.
Představitelem amerického nového historismu je Stephen Greenblatt s knihou Sebeutváření v renesanci.

### 6. Recepční estetika a čtenářsky orientovaná teorie
V Německu, na univerzitě v Kostnici, vzniká jako protiváha západnímu materialismu tzv. recepční teorie. Jejím představitelem je Hans Robert Jauss (esej Literární dějiny jako výzva literární vědě). Tvrdí, že odesílatel sdělení je stejně důležitý jako jeho recipient, literární dílo je bez významu, pokud se znovu neobnoví ve čtenářově mysli. Zavádí pojem horizont očekávání, tzn. že čtenáři čtou dílo s jistým očekáváním, které se odvíjí od jejich znalosti jiných děl stejného žánru. Průměrné dílo tato očekávání vyplní, zatímco umělecké dílo očekávání naruší a čtenáře překvapí.
Dalším významným recepčním teoretikem byl Wolfgang Iser, ten na rozdíl od Jausse klade důraz spíše na čtení, než na historickou recepci, souhlasí s ním naopak v jeho odmítání interpretace jako hledání objektivního významu či skrytého smyslu.
Zastáncem čtenářsky orientované teorie byl Norman Holland a Stanley Fish. Holland tvrdí, že čtenáři by měli interpretaci přijmout jako interakci mezi svým jedinečným intelektem a textem, z toho plyne, že prakticky každý čtenář vytváří jinou interpretaci. Stanley Fish přesouvá těžiště zájmu z textu na čtenáře.

### 7. Feministická interpretace
Zástupkyně feministické interpretace: Kate Milletová (Sexuální politika), Josephine Donovanová, Mary Ellmannová, Elaine Showalterová, Jane Tompkinsová, Jacquelin Roseová (Hamlet – Mona Lisa literatury), Catherine Belseyová.
V 80. letech 20. století vydala dvojice autorek Susan Gubarová a Sandra Gilbertová důležitou studii Šílená žena v podkroví, která mapuje spisovatelky 19. století.

### 8. Antiinterpretační postoj
Nejdále od interpretace má formalistická literární věda, která nehledí na obsah, ale zabývá se pouze stylistickou kvalitou textu.
Nejznámější odpůrkyní vůbec byla Američanka Susan Sontagová. Vydala knihu Proti interpretaci (1964). Proti zpochybněné nové kritice se staví i strukturalisté v čele s Francouzem Rolandem Barthesem.
Dalšími kritiky interpretace byli např. Tzvetan Todorov, který tvrdil, že jedinou adekvátní interpretací textu by bylo jeho doslovné zopakování, Gérard Genette, Claude Lévi-Strauss či americký strukturalista Jonathan Culler. Ten byl zastáncem literární sémiotiky, která říká, že není nutné rozhodovat mezi různými protikladnými interpretacemi, ale spíše analyzovat interpretační operace, které tyto neshody způsobují.